# LIMAK Austrian Business School
Die LIMAK Austrian Business School ist eine Wirtschaftshochschule in Linz und Wien, Österreich.
Sie war bis 2009 die Business School der Johannes Kepler Universität. Anlässlich der Bündelung des postgradualen Studienangebots der Johannes Kepler Universität, der Fachhochschule Oberösterreich und der LIMAK Johannes Kepler University School wurde 2009 eine Weiterentwicklung der Institution initiiert und somit die Gründung einer Dachinstitution beschlossen – der LIMAK Austrian Business School.
Der Fokus der LIMAK Austrian Business School liegt auf Ausbildung von Führungskräften und ihren Organisationen im Bereich Management und Leadership.

## Geschichte
Die LIMAK wurde in Kooperation zwischen Wirtschaft, Industrie, öffentlichem Sektor und der Johannes Kepler Universität Linz 1989 als Linzer Management Akademie  gegründet und ist die älteste Business School in Österreich. In diesem Partnernetzwerk spiegelt sich ein Kerngedanke und Ziel der LIMAK wider: die Weiterqualifizierungsanforderungen von Führungskräften in Industrie, Wirtschaft und Verwaltung bedarfsorientiert und umsetzungsorientiert zu erfüllen.
1991 startete man an der LIMAK mit dem ersten MBA-Programm. 1995 wurde ein Internationales Innovations- und Technologiemanagementprogramm gestartet.
Im März 2018 wurde neben Linz ein zweiter Standort eröffnet, in der Strozzigasse in Wien-Josefstadt. Im November 2018 starteten die Kurse.
Im Oktober 2021 übersiedelte der Standort Wien in den ICON TOWER direkt am Hauptbahnhof in Wien.
2022 folgte Oberbank-Vorstand Florian Hagenauer seinem Vorstandskollegen Franz Gasselsberger als Präsident der LIMAK nach. Gasselsberger, der das Amt zwölf Jahre innehatte, wurde zum Ehrenpräsidenten ernannt.